# Белевец (Елецкий район)
Белеве́ц — деревня Пищулинского сельсовета Елецкого района Липецкой области.

## География
В деревне имеется одна улица — Прудовая.

## История
Название деревни происходит от колодезя (ручья) Белевец.
В документах 1620 года упоминается деревня Белевецкая на колодезе Белевце.

## Население
| 2010 |
| ---- |
| 8    |